# Johnny Thomson
Johnny Thomson est un pilote automobile d'IndyCar américain, né le 9 avril 1922 à Lowell (Massachusetts), États-Unis) et mort le 10 septembre 1960 à Allentown (Pennsylvanie). Il a notamment disputé à huit reprises les 500 miles d'Indianapolis, entre 1953 et 1960. Il débuta en compétition en 1938. C'est au cours d'une course de Midgets qu'il fut victime d'un accident mortel, à l'âge de trente-huit ans.